# Odbor stalnih predstavnika (COREPER)
Odbor stalnih predstavnika ili skraćeno COREPER (od franc. Comité des représentants permanents) je pomoćno tijelo Vijeća Europske unije, koji se sastoji od dva dijela - tzv. COREPER I i COREPER II. COREPER osigurava stalnost rada Vijeća EU, jer ministri, koji čine Vijeće, istovremeno obnašaju dužnosti i u nacionalnim vladama, stoga se ono sastaje samo povremeno. COREPER ima ključnu ulogu u pripremi odluka Vijeća. 
COREPER I čine zamjenici stalnih predstavnika država članica Europske unije, a bavi se tehničkim pitanjima koja se tiču zajedničkog tržišta. COREPER II čine stalni predstavnici država članica, koji se bave političkim pitanjima i onima koji su vezani za drugi i treći stup EU-a. Oba odbora zasjedaju jednom tjedno i pripremaju sjednice Vijeća na način da sastavljaju dnevni red pojedinih zasjedanja.

## Poveznice
- Vijeće EU
- Institucije Europske unije